# Eliminatórias da Copa do Mundo FIFA de 2014 - América do Norte, Central e Caribe (segunda fase)
Resultados das partidas da segunda fase das eliminatórias norte, centro-americana e caribenha para a Copa do Mundo FIFA de 2014. 
As 24 equipes participantes foram divididas em seis grupos de quatro equipes cada. Todas as equipes enfrentaram seus adversários dentro dos grupos, com o campeão de cada um avançando a terceira fase.

## Grupos
| Grupo A                                                       | Grupo B                                            | Grupo C                                              | Grupo D                                                     | Grupo E                                                | Grupo F                                                       |
| ------------------------------------------------------------- | -------------------------------------------------- | ---------------------------------------------------- | ----------------------------------------------------------- | ------------------------------------------------------ | ------------------------------------------------------------- |
| - El Salvador - Suriname - Ilhas Caimã - República Dominicana | - Trinidad e Tobago - Guiana - Barbados - Bermudas | - Panamá - Dominica - Nicarágua - Bahamas (desistiu) | - Canadá - São Cristóvão e Neves - Porto Rico - Santa Lúcia | - Granada - Guatemala - São Vic. e Granadinas - Belize | - Haiti - Antígua e Barbuda - Curaçau - Ilhas Vir. Americanas |

## Resultados

### Grupo A
| Seleção              | Pts | J | V | E | D | GP | GC | SG  |
| -------------------- | --- | - | - | - | - | -- | -- | --- |
| El Salvador          | 18  | 6 | 6 | 0 | 0 | 20 | 5  | +15 |
| República Dominicana | 8   | 6 | 2 | 2 | 2 | 12 | 8  | +4  |
| Suriname             | 7   | 6 | 2 | 1 | 3 | 5  | 11 | –6  |
| Ilhas Caimã          | 1   | 6 | 0 | 1 | 5 | 2  | 15 | –13 |

| 2 de setembro de 2011 | Suriname        | 1 – 0     | Ilhas Caimã | André Kamperveen Stadion, Paramaribo      |
| 18:00 (UTC−3)         | Mando 11' (pen) | Relatório |             | Público: 1 000 Árbitro: BRB Adrian Skeete |

| 2 de setembro de 2011 | El Salvador                    | 3 – 2     | República Dominicana   | Estádio Cuscatlán, San Salvador                        |
| 19:30 (UTC−6)         | Zelaya 54', 77' · Bautista 63' | Relatório | Cruz 44' · Peralta 89' | Público: 25 272 Árbitro: PAN Luis Rodríguez de la Rosa |

| 6 de setembro de 2011 | República Dominicana | 1 – 1     | Suriname        | Estádio Panamericano, San Cristóbal     |
| 15:00 (UTC−4)         | Ozuna 68'            | Relatório | Mando 25' (pen) | Público: 2 300 Árbitro: HON Raúl Castro |

| 6 de setembro de 2011 | Ilhas Caimã      | 1 – 4     | El Salvador                                  | Truman Bodden Stadium, George Town      |
| 19:30 (UTC−5)         | Ebanks 73' (pen) | Relatório | Bautista 49' · Anaya 62', 80' · García 90+3' | Público: 2 200 Árbitro: GUA Elmar Rodas |

| 7 de outubro de 2011 | República Dominicana | 1 – 2     | El Salvador                   | Estádio Panamericano, San Cristóbal                |
| 15:05 (UTC−4)        | Ozuna 54'            | Relatório | Romero 37' (pen) · Blanco 67' | Público: 2 323 Árbitro: CRC Ricardo Cerdas Sánchez |

| 7 de outubro de 2011 | Ilhas Caimã | 0 – 1     | Suriname    | Truman Bodden Stadium, George Town          |
| 19:30 (UTC−5)        |             | Relatório | Drenthe 57' | Público: 2 100 Árbitro: USA Edvin Jurisevic |

| 11 de outubro de 2011 | Suriname   | 1 – 3     | República Dominicana     | André Kamperveen Stadion, Paramaribo  |
| 18:00 (UTC−3)         | Kwasie 81' | Relatório | Faña 9' · Ozuna 47', 76' | Público: 1 200 Árbitro: CAN Paul Ward |

| 11 de outubro de 2011 | El Salvador                                           | 4 – 0     | Ilhas Caimã | Estádio Cuscatlán, San Salvador                 |
| 19:30 (UTC−6)         | Turcios 6' · Purdy 13' · J. Alas 45' · Sosa 88' (pen) | Relatório |             | Público: 17 570 Árbitro: CRC Hugo Cruz Alvarado |

| 11 de novembro de 2011 | República Dominicana                                  | 4 – 0     | Ilhas Caimã | Estádio Panamericano, San Cristóbal       |
| 15:00 (UTC−4)          | Navarro 17' · Ozuna 38' · Rodríguez 63' · Morillo 79' | Relatório |             | Público: 1 000 Árbitro: NCA José Guerrero |

| 11 de novembro de 2011 | Suriname      | 1 – 3     | El Salvador                   | André Kamperveen Stadion, Paramaribo  |
| 20:00 (UTC−3)          | Esperance 81' | Relatório | Blanco 21', 58' · Sánchez 78' | Público: 500 Árbitro: CUB Marcos Brea |

| 14 de novembro de 2011 | Ilhas Caimã   | 1 – 1     | República Dominicana | Truman Bodden Stadium, George Town        |
| 19:30 (UTC−5)          | M. Ebanks 72' | Relatório | García 41'           | Público: 1 750 Árbitro: SKN James Matthew |

| 15 de novembro de 2011 | El Salvador                       | 4 – 0     | Suriname | Estádio Cuscatlán, San Salvador           |
| 19:30 (UTC−6)          | Romero 33', 62' · Burgos 76', 83' | Relatório |          | Público: 9 659 Árbitro: PUR Javier Santos |

### Grupo B
| Seleção           | Pts | J | V | E | D | GP | GC | SG  |
| ----------------- | --- | - | - | - | - | -- | -- | --- |
| Guiana            | 13  | 6 | 4 | 1 | 1 | 9  | 5  | +4  |
| Trinidad e Tobago | 12  | 6 | 4 | 0 | 2 | 11 | 4  | +7  |
| Bermudas          | 10  | 6 | 3 | 1 | 2 | 8  | 7  | +1  |
| Barbados          | 0   | 6 | 0 | 0 | 6 | 2  | 14 | –12 |

| 2 de setembro de 2011 | Trinidad e Tobago | 1 – 0     | Bermudas | Estádio Hasely Crawford, Port of Spain   |
| 16:00 (UTC−4)         | Jones 45'         | Relatório |          | Público: 6 000 Árbitro: PAN Jafeth Perea |

| 2 de setembro de 2011 | Guiana                    | 2 – 0     | Barbados | Estádio Providence, Georgetown                  |
| 20:00 (UTC−4)         | Beveney 26' · Pollard 73' | Relatório |          | Público: 4 500 Árbitro: LCA Cannan St Catherine |

| 6 de setembro de 2011 | Barbados | 0 – 2     | Trinidad e Tobago        | Estádio Nacional, Bridgetown            |
| 16:00 (UTC−4)         |          | Relatório | Daniel 17' · Roberts 67' | Público: 775 Árbitro: SLV Elmer Bonilla |

| 6 de setembro de 2011 | Guiana         | 2 – 1     | Bermudas  | Estádio Providence, Georgetown          |
| 20:00 (UTC−4)         | Mills 50', 60' | Relatório | Smith 90' | Público: 3 500 Árbitro: USA Mark Geiger |

| 7 de outubro de 2011 | Barbados | 0 – 2     | Guiana                 | Estádio Nacional, Bridgetown              |
| 16:00 (UTC−4)        |          | Relatório | Abrams 73' · Nurse 87' | Público: 2 500 Árbitro: HAI Alain Georges |

| 7 de outubro de 2011 | Bermudas                | 2 – 1     | Trinidad e Tobago | Estádio Nacional, Hamilton                |
| 20:00 (UTC−3)        | Russell 52' · Wells 63' | Relatório | Molino 82'        | Público: 2 243 Árbitro: CRC Jeffrey Solis |

| 11 de outubro de 2011 | Trinidad e Tobago                 | 4 – 0     | Barbados | Estádio Hasely Crawford, Port of Spain    |
| 17:00 (UTC−4)         | Peltier 6', 55', 63' · Hector 90' | Relatório |          | Público: 3 000 Árbitro: JAM Raymond Bogle |

| 11 de outubro de 2011 | Bermudas  | 1 – 1     | Guiana     | Estádio Nacional, Hamilton                 |
| 20:00 (UTC−3)         | Nusum 71' | Relatório | Shakes 81' | Público: 2 573 Árbitro: ARU Rudolph Angela |

| 11 de novembro de 2011 | Bermudas                     | 2 – 1     | Barbados   | Estádio Nacional, Hamilton               |
| 15:00 (UTC−4)          | Smith 28' (pen) · Steede 49' | Relatório | Adamson 7' | Público: 1 000 Árbitro: GUA Otto Barrios |

| 11 de novembro de 2011 | Guiana                   | 2 – 1     | Trinidad e Tobago | Estádio Providence, Georgetown                 |
| 20:00 (UTC−4)          | Shakes 10' · L. Cort 81' | Relatório | Jones 90+3'       | Público: 18 000 Árbitro: SUR Enrico Wijngaarde |

| 14 de novembro de 2011 | Barbados        | 1 – 2     | Bermudas                    | Estádio Nacional, Hamilton, Bermuda[a]     |
| 20:00 (UTC−4)          | Grosvenor 90+2' | Relatório | Wells 46' · Smith 72' (pen) | Público: 1 000 Árbitro: PAN Roberto Moreno |

| 15 de novembro de 2011 | Trinidad e Tobago       | 2 – 0     | Guiana | Estádio Hasely Crawford, Port of Spain   |
| 17:00 (UTC−4)          | Jones 59' · Peltier 69' | Relatório |        | Público: 2 000 Árbitro: SLV Marlon Mejía |

### Grupo C
| Seleção   | Pts | J | V | E | D | GP | GC | SG  |
| --------- | --- | - | - | - | - | -- | -- | --- |
| Panamá    | 12  | 4 | 4 | 0 | 0 | 15 | 2  | +13 |
| Nicarágua | 6   | 4 | 2 | 0 | 2 | 5  | 7  | –2  |
| Dominica  | 0   | 4 | 0 | 0 | 4 | 0  | 11 | –11 |

- Bahamas desistiu em 22 de agosto de 2011 e não houve substituição.[2]

| 2 de setembro de 2011 | Dominica | 0 – 2     | Nicarágua                  | Windsor Park, Roseau                        |
| 18:00 (UTC−4)         |          | Relatório | Leguías 1' · Rodríguez 36' | Público: 3 000 Árbitro: JAM Valdin Legister |

| 6 de setembro de 2011 | Nicarágua         | 1 – 2     | Panamá                | Estádio Nacional Dennis Martínez, Manágua |
| 19:00 (UTC−6)         | Torres 18' (g.c.) | Relatório | Tejada 7' · Pérez 50' | Público: 10 521 Árbitro: GUA Óscar Reyna  |

| 7 de outubro de 2011 | Dominica | 0 – 5     | Panamá                                                  | Windsor Park, Roseau                          |
| 18:00 (UTC−4)        |          | Relatório | Waithe 26', 89' · Tejada 34' · Pérez 57' · Buitrago 62' | Público: 4 000 Árbitro: SUR Enrico Wijngaarde |

| 11 de outubro de 2011 | Panamá                                | 5 – 1     | Nicarágua | Estádio Rommel Fernández, Cidade do Panamá     |
| 20:00 (UTC−5)         | Tejada 27', 64' · Pérez 48', 51', 87' | Relatório | Reyes 88' | Público: 10 846 Árbitro: SLV Edenilson Ventura |

| 11 de novembro de 2011 | Nicarágua   | 1 – 0     | Dominica | Estádio Nacional Dennis Martínez, Manágua      |
| 19:00 (UTC−6)          | Leguías 57' | Relatório |          | Público: 2 100 Árbitro: CRC Hugo Cruz Alvarado |

| 15 de novembro de 2011 | Panamá                                  | 3 – 0     | Dominica | Estádio Rommel Fernández, Cidade do Panamá |
| 20:00 (UTC−5)          | Blackburn 6' · Buitrago 20' · Pérez 84' | Relatório |          | Público: 8 000 Árbitro: USA Terry Vaughn   |

### Grupo D
| Seleção               | Pts | J | V | E | D | GP | GC | SG  |
| --------------------- | --- | - | - | - | - | -- | -- | --- |
| Canadá                | 14  | 6 | 4 | 2 | 0 | 18 | 1  | +17 |
| Porto Rico            | 9   | 6 | 2 | 3 | 1 | 8  | 4  | +4  |
| São Cristóvão e Neves | 7   | 6 | 1 | 4 | 1 | 6  | 8  | –2  |
| Santa Lúcia           | 1   | 6 | 0 | 1 | 5 | 4  | 23 | –19 |

| 2 de setembro de 2011 | Canadá                                           | 4 – 1     | Santa Lúcia | BMO Field, Toronto                        |
| 20:00 (UTC−4)         | Simpson 6', 61' · De Rosario 50' · Johnson 90+1' | Relatório | Paul 7'     | Público: 11 500 Árbitro: USA Jair Marrufo |

| 2 de setembro de 2011 | São Cristóvão e Neves | 0 – 0     | Porto Rico | Warner Park, Basseterre                      |
| 20:00 (UTC−4)         |                       | Relatório |            | Público: 2 500 Árbitro: MEX Ricardo Arellano |

| 6 de setembro de 2011 | Santa Lúcia             | 2 – 4     | São Cristóvão e Neves                             | Estádio Beausejour, Gros Islet           |
| 18:00 (UTC−4)         | Pierre 65' · Valcin 84' | Relatório | Lake 7' · Francis 12' · Mitchum 15' · Elliott 44' | Público: 2 005 Árbitro: JAM Kevin Thomas |

| 6 de setembro de 2011 | Porto Rico | 0 – 3     | Canadá                                  | Estádio Juan Ramón Loubriel, Bayamón          |
| 20:00 (UTC−4)         |            | Relatório | Hume 42' · Jackson 84' · Ricketts 90+3' | Público: 4 000 Árbitro: SUR Enrico Wijngaarde |

| 7 de outubro de 2011 | Santa Lúcia | 0 – 7     | Canadá                                                  | Estádio Beausejour, Gros Islet            |
| 18:00 (UTC−4)        |             | Relatório | Jackson 18', 28', 40' · Occean 34', 51' · Hume 72', 86' | Público: 1 005 Árbitro: PAN Rolando Vidal |

| 7 de outubro de 2011 | Porto Rico  | 1 – 1     | São Cristóvão e Neves | Estádio Juan Ramón Loubriel, Bayamón    |
| 20:00 (UTC−4)        | Cabrero 37' | Relatório | Lake 59'              | Público: 2 500 Árbitro: TRI Neal Brizan |

| 11 de outubro de 2011 | Canadá | 0 – 0     | Porto Rico | BMO Field, Toronto                             |
| 19:00 (UTC−4)         |        | Relatório |            | Público: 12 178 Árbitro: GUY Stanley Lancaster |

| 11 de outubro de 2011 | São Cristóvão e Neves | 1 – 1     | Santa Lúcia | Warner Park, Basseterre                   |
| 20:00 (UTC−4)         | Lake 83'              | Relatório | Valcin 74'  | Público: 1 000 Árbitro: BRB Adrian Skeete |

| 11 de novembro de 2011 | Santa Lúcia | 0 – 4     | Porto Rico                                | Estádio Juan Ramón Loubriel, Bayamón, Porto Rico[b] |
| 20:00 (UTC−4)          |             | Relatório | Arrieta 4' · Ramos 14', 46' · Cabrero 54' | Público: 350 Árbitro: CAY Kevile Holder             |

| 11 de novembro de 2011 | São Cristóvão e Neves | 0 – 0     | Canadá | Warner Park, Basseterre                   |
| 20:00 (UTC−4)          |                       | Relatório |        | Público: 4 000 Árbitro: SLV Elmer Bonilla |

| 14 de novembro de 2011 | Porto Rico                   | 3 – 0     | Santa Lúcia | Mayagüez Athletics Stadium, Mayagüez      |
| 20:00 (UTC−4)          | Ramos 13', 85' · Marrero 87' | Relatório |             | Público: 1 050 Árbitro: ATG Bryan Willett |

| 15 de novembro de 2011 | Canadá                                                           | 4 – 0     | São Cristóvão e Neves | BMO Field, Toronto                                  |
| 19:00 (UTC−5)          | Occean 28' · De Rosario 36' (pen) · Simpson 45+3' · Ricketts 88' | Relatório |                       | Público: 10 235 Árbitro: CRC Ricardo Cerdas Sánchez |

### Grupo E
| Seleção                  | Pts | J | V | E | D | GP | GC | SG  |
| ------------------------ | --- | - | - | - | - | -- | -- | --- |
| Guatemala                | 18  | 6 | 6 | 0 | 0 | 19 | 3  | +16 |
| Belize                   | 7   | 6 | 2 | 1 | 3 | 9  | 10 | –1  |
| São Vicente e Granadinas | 5   | 6 | 1 | 2 | 3 | 4  | 12 | –8  |
| Granada                  | 4   | 6 | 1 | 1 | 4 | 7  | 14 | –7  |

| 2 de setembro de 2011 | Granada | 0 – 3     | Belize                                | Estádio Nacional, Saint George              |
| 15:30 (UTC−4)         |         | Relatório | McCaulay 11' · Róches 35' · Smith 79' | Público: 2 600 Árbitro: CUB David Rubalcaba |

| 2 de setembro de 2011 | Guatemala                                           | 4 – 0     | São Vicente e Granadinas | Estádio Mateo Flores, Cidade da Guatemala |
| 20:00 (UTC−6)         | Pappa 15' · Flores 31' · Rodríguez 53' · García 71' | Relatório |                          | Público: 24 000 Árbitro: HON Erick Andino |

| 6 de setembro de 2011 | Belize       | 1 – 2     | Guatemala              | FFB Field, Belmopan                      |
| 16:05 (UTC−6)         | McCaulay 77' | Relatório | Cabrera 4' · López 75' | Público: 3 027 Árbitro: SLV Marlon Mejía |

| 18 de setembro de 2011 | São Vicente e Granadinas    | 2 – 1     | Granada       | Estádio Arnos Vale, Kingstown         |
| 15:00 (UTC−4)          | M. Samuel 22' · Stewart 72' | Relatório | Langaigne 76' | Público: 2 500 Árbitro: CAN Paul Ward |

| 7 de outubro de 2011 | São Vicente e Granadinas | 0 – 3     | Guatemala                           | Estádio Arnos Vale, Kingstown           |
| 15:05 (UTC−4)        |                          | Relatório | Rodríguez 44', 58' · Pezzarossi 71' | Público: 3 000 Árbitro: CUB Marcos Brea |

| 7 de outubro de 2011 | Belize      | 1 – 4     | Granada                                           | FFB Field, Belmopan                          |
| 15:30 (UTC−6)        | Simpson 90' | Relatório | Rennie 37' · Julien 41' · Joseph 50' · Murray 80' | Público: 1 200 Árbitro: NCA Franklin Jarquín |

| 11 de outubro de 2011 | Guatemala                                      | 3 – 1     | Belize       | Estádio Mateo Flores, Cidade da Guatemala  |
| 20:00 (UTC−6)         | Gallardo 8' (pen) · López 65' · Ruiz 78' (pen) | Relatório | McCaulay 31' | Público: 21 107 Árbitro: MEX José Peñaloza |

| 15 de outubro de 2011 | Granada      | 1 – 1     | São Vicente e Granadinas | Estádio Nacional, Saint George            |
| 15:00 (UTC−4)         | Murray 90+2' | Relatório | M. Samuel 62'            | Público: 2 000 Árbitro: ATG Bryan Willett |

| 11 de novembro de 2011 | Belize       | 1 – 1     | São Vicente e Granadinas | FFB Field, Belmopan                     |
| 15:30 (UTC−6)          | McCaulay 22' | Relatório | Stewart 11'              | Público: 300 Árbitro: BRB Adrian Skeete |

| 11 de novembro de 2011 | Guatemala                    | 3 – 0     | Granada | Estádio Mateo Flores, Cidade da Guatemala |
| 20:00 (UTC−6)          | García 1', 31' · Padilla 45' | Relatório |         | Público: 13 710 Árbitro: TRI Neal Brizan  |

| 15 de novembro de 2011 | Granada          | 1 – 4     | Guatemala                                                            | Estádio Nacional, Saint George           |
| 15:00 (UTC−4)          | Rennie 37' (pen) | Relatório | Williams 67' (g.c.) · Thompson 77' · Ramírez 84' · Joseph 90' (g.c.) | Público: 200 Árbitro: ARU Rudolph Angela |

| 15 de novembro de 2011 | São Vicente e Granadinas | 0 – 2     | Belize                  | Estádio Arnos Vale, Kingstown          |
| 15:00 (UTC−4)          |                          | Relatório | McCaulay 78', 81' (pen) | Público: 500 Árbitro: JAM Kevin Thomas |

### Grupo F
| Seleção                  | Pts | J | V | E | D | GP | GC | SG  |
| ------------------------ | --- | - | - | - | - | -- | -- | --- |
| Antígua e Barbuda        | 15  | 6 | 5 | 0 | 1 | 26 | 5  | +21 |
| Haiti                    | 13  | 6 | 4 | 1 | 1 | 21 | 6  | +15 |
| Curaçau                  | 7   | 6 | 2 | 1 | 3 | 15 | 13 | +2  |
| Ilhas Virgens Americanas | 0   | 6 | 0 | 0 | 6 | 2  | 40 | –38 |

| 2 de setembro de 2011 | Haiti                                                                           | 6 – 0     | Ilhas Virgens Americanas | Stade Sylvio Cator, Porto Príncipe              |
| 15:00 (UTC−5)         | Marcelin 18' · Maurice 27' · Pierre-Louis 44' · Monuma 61' · Alexandre 65', 78' | Relatório |                          | Público: 12 000 Árbitro: CRC Hugo Cruz Alvarado |

| 2 de setembro de 2011 | Antígua e Barbuda                                               | 5 – 2     | Curaçau                  | Estádio Sir Vivian Richards, St. John's   |
| 19:00 (UTC−4)         | M. Joseph 42' · Griffith 45+2' · T. Thomas 54' · Byers 75', 80' | Relatório | Meulens 9' · Siberie 74' | Público: 2 000 Árbitro: PUR Javier Santos |

| 6 de setembro de 2011 | Ilhas Virgens Americanas | 1 – 8     | Antígua e Barbuda                                                                       | Estádio Paul E. Joseph, Frederiksted        |
| 15:30 (UTC−4)         | Browne 49'               | Relatório | Christian 18' · Byers 38' (pen), 51', 57' · Cochrane 47' · Dublin 54' · Burton 68', 74' | Público: 250 Árbitro: GUY Stanley Lancaster |

| 6 de setembro de 2011 | Curaçau                      | 2 – 4     | Haiti                                                             | Estádio Ergilio Hato, Willemstad          |
| 20:00 (UTC−4)         | De Waard 12' · Zimmerman 43' | Relatório | Lafrance 37' · Marcelin 58' · Guerrier 61' · Zimmerman 75' (g.c.) | Público: 5 000 Árbitro: CRC Jeffrey Solis |

| 7 de outubro de 2011 | Ilhas Virgens Americanas | 0 – 7     | Haiti                                                                        | Estádio Paul E. Joseph, Frederiksted    |
| 16:00 (UTC−4)        |                          | Relatório | Maurice 5', 66', 82' (pen) · Jaggy 11' · Belfort 57', 74' (pen) · Goreux 64' | Público: 406 Árbitro: CAY Kevile Holder |

| 7 de outubro de 2011 | Curaçau | 0 – 1     | Antígua e Barbuda | Estádio Ergilio Hato, Willemstad        |
| 20:00 (UTC−4)        |         | Relatório | T. Thomas 73'     | Público: 2 563 Árbitro: GUA Óscar Reyna |

| 11 de outubro de 2011 | Haiti                          | 2 – 2     | Curaçau               | Stade Sylvio Cator, Porto Príncipe      |
| 15:00 (UTC−5)         | Maurice 25' (pen) · Pierre 60' | Relatório | Siberie 7' · Bito 14' | Público: 7 800 Árbitro: LCA Leon Clarke |

| 11 de outubro de 2011 | Antígua e Barbuda                                                                              | 10 – 0    | Ilhas Virgens Americanas | Estádio Sir Vivian Richards, St. John's   |
| 19:00 (UTC−4)         | T. Thomas 7', 41', 78' · Byers 24', 31', 40' · Burton 55', 65' · J. Thomas 86' · Murtagh 90+2' | Relatório |                          | Público: 1 500 Árbitro: SKN James Matthew |

| 11 de novembro de 2011 | Ilhas Virgens Americanas | 0 – 3     | Curaçau                    | Estádio Paul E. Joseph, Frederiksted       |
| 16:00 (UTC−4)          |                          | Relatório | Siberie 8', 14' · Bito 26' | Público: 210 Árbitro: CAN Mauricio Navarro |

| 11 de novembro de 2011 | Antígua e Barbuda | 1 – 0     | Haiti | Estádio Sir Vivian Richards, St. John's |
| 19:00 (UTC−4)          | Skepple 81'       | Relatório |       | Público: 8 000 Árbitro: HON José Pineda |

| 15 de novembro de 2011 | Haiti                    | 2 – 1     | Antígua e Barbuda | Stade Sylvio Cator, Porto Príncipe           |
| 15:00 (UTC−5)          | Aveska 60' · Belfort 67' | Relatório | T. Thomas 10'     | Público: 3 000 Árbitro: USA Baldomero Toledo |

| 15 de novembro de 2011 | Curaçau                                                          | 6 – 1     | Ilhas Virgens Americanas | Estádio Ergilio Hato, Willemstad            |
| 20:00 (UTC−4)          | Carmelia 33', 78' · Siberie 40', 86' · Espacia 73' · Cijntje 90' | Relatório | Cornelius 51'            | Público: 2 000 Árbitro: JAM Valdin Legister |